# 이경섭 (1874년)
이경섭(李景燮, 1874년 ~ ?)은 한국의 독립운동가이다.

## 생애
황해도 곡산에서 출생했다. 같은 천도교 신자로 3·1 운동에 함께 참가한 노헌용과는 동향이다.
1919년 3·1 운동이 일어났을 때 민족대표 48인 중 한 명으로 참가하였다. 그는 이종일과 손병희를 통해 거사에 가담한 뒤 기미독립선언서를 운반하여 황해도 여러 지역에 배부하고 지역 만세운동을 일으키는 역할을 맡았다. 천도교에서는 인종익(충청도와 전라도), 안상덕 (강원도, 함경도), 김홍렬(평안도)이 그와 함께 각 지역의 독립선언서 배포 책임자가 되었다.
그는 고향인 곡산에서 만세 시위를 주도했다가 3월 4일 체포되어 징역 1년 6개월형을 선고 받고 복역했다.

## 사후
- 대한민국 정부는 그의 공헌을 기려 1962년 건국훈장 독립장을 추서하였다.

## 참고자료
- 이경섭 : 독립유공자 공훈록 - 국가보훈처